# LA7 Video

Logo di LA7 Video

LA7Video è stato il servizio teletext del canale televisivo italiano LA7.
LA7Video è stato il terzo teletesto più consultato in Italia dopo Televideo e Mediavideo, i teletext dei canali RAI e Mediaset.

## Storia
Il 29 settembre 1992 TMC (l'attuale La7), in collaborazione con Telesia (una società informatica controllata dalla Fintermica, in orbita IRI), lanciarono TELEFAST, un servizio di teletext dedicato alle utenze business, fruibile tramite un'apposita scheda dati da interfacciare ad un computer dotato di tuner televisivo cui collegare il cavo d'antenna. Tale servizio si proponeva come alternativa alle poste e ai fax, riducendo due terzi le spese e azzerando i tempi di spedizione.
Infatti, sintonizzandosi su Telemontecarlo e attivando il teletext da un normale televisore, i contenuti delle pagine apparivano come sequenze di caratteri indecifrabili, similmente a quanto avviene tutt'ora sul Televideo della RAI sulle pagine dedicate al telesoftware.
Il costo della scheda dati (sui 3 milioni di lire), e l'utenza potenziale relegata a una ristretta nicchia resero poco profittevole tale servizio; nel 1995 il TELEFAST fu sostituito dal TMCvideo, un teletext vero e proprio (realizzato in collaborazione con Airdata) e fruibile a tutti i telespettatori dell'emittente.
A differenza dei teletext concorrenti, che puntavano sull'informazione (come il Televideo della RAI) o sul palinsesto (come i primi teletext delle reti Fininvest), il TMCvideo - pur non mancando le pagine dedicate al palinsesto quotidiano - era a vocazione prettamente commerciale e gran parte delle pagine erano affittate a inserzionisti.
LA7Video venne lanciato il 24 giugno 2001, quando TMC (l'anno prima acquistata da Telecom Italia) fu rinominata LA7, ereditando il carattere commerciale del precedente TMCvideo ma curando maggiormente le pagine dedicate al palinsesto.
Dopo saltuari periodi di disservizi, e un progressivo mancato aggiornamento delle pagine in favore del sito internet e dei social network, il 24 febbraio 2014 La7Video è stato definitivamente disattivato.

## Contenuti e struttura
LA7Video forniva le notizie dell'agenzia TM News, il palinsesto di LA7 e MTV, le trame dei film trasmessi da LA7 e altri contenuti.
Pagina iniziale
La pagina n. 100 era la pagina principale del LA7 Video. In alto a sinistra vi era i logo di LA7 in caratteri bianchi: sullo stesso livello della testata vi erano due rettangoli, uno rosso l'altro bianco, dedicati alla pubblicità. Il livello centrale era occupato dall'indice delle varie sezioni caratterizzato da due rettangoli dedicati alla pubblicità, al centro, e uno alla fine.
Ora in onda
La pag. 101 era la pagina dedicata al programma attualmente in onda. Visitando la pagina veniva mostrato il programma in onda con un rettangolo in basso contenente informazioni sul programma stesso.
Televisione
La sezione televisiva occupava le pagine dalla 200 alla 250. Essa è a sua volta divisa in varie sezioni secondarie:
Guida TV
Era la pagina dedicata alla programmazione di LA7 e MTV Italia che si trovava a pagina 210.